# Eriobotrya acuminatissima
Eriobotrya acuminatissima là loài thực vật có hoa trong họ Hoa hồng. Loài này được (Merr.) Nakai mô tả khoa học đầu tiên năm 1924.